# اصول جنگل
اصول جنگل (همچنین اصول جنگل ریو، که رسماً بیانیه معتبر و غیر الزام‌آور اصول برای اجماع جهانی در مورد مدیریت، حفاظت و توسعه پایدار همه انواع جنگل‌ها نامیده می‌شود) سندی است که در سال ۱۹۹۲ در کنفرانس محیط زیست و توسعه سازمان ملل متحد (" اوج زمین ") تهیه شد. این یک سند غیر الزام‌آور قانونی است که توصیه‌های متعددی برای حفاظت و توسعه پایدار جنگل‌داری ارائه می‌دهد.
در اجلاس زمین، مذاکرات مربوط به این سند به دلیل درخواست‌های کشورهای در حال توسعه در گروه ۷۷ برای افزایش کمک‌های خارجی به منظور تأمین هزینه‌های کنار گذاشتن ذخایر جنگلی، پیچیده شد و با چالش‌های متعددی از جمله اختلاف نظر میان کشور صنعتی و در حال توسعه، تأثیرات تغییرات اقلیمی بر منابع طبیعی، و ضرورت تدوین سازوکارهای اجرایی کارآمد برای اطمینان از تخصیص صحیح این کمک‌ها روبه‌رو شد. این مباحث، بحث‌های طولانی و پیچیده‌ای را در میان نمایندگان کشورهای مختلف ایجاد کرد که هر یک به دنبال تأمین منافع ملی خود در کنار حفاظت از منابع جهانی بودند. کشورهای توسعه‌یافته در برابر این خواسته‌ها مقاومت کردند و سند نهایی یک مصالحه بود.

## توسعه
فرایند جنگل اروپا (کنفرانس وزیران حفاظت از جنگل‌ها در اروپا، MCPFE) با کنفرانس استراسبورگ در سال ۱۹۹۰ آغاز شد و اصول جنگل در کنفرانس هلسینکی در سال ۱۹۹۳ تصویب و در دستور کار قرار گرفت. این فرایند، منطقه پان-اروپایی متشکل از ۴۷ امضاکننده (۴۶ کشور اروپایی و اتحادیه اروپا) را پوشش می‌دهد که تا حدودی با منطقه فرایند مونترال (روسیه از امضاکنندگان هر دو فرایند است) همپوشانی دارد.
در نتیجه لابی‌گری توسط کمیته کشورهای در حال توسعه (یا گروه ۷۷) در سازمان ملل متحد، اصول غیرالزام‌آور جنگل در سال ۱۹۹۲ وضع شد. این موارد، مشکل جنگل‌زدایی را به بدهی جهان سوم و انتقال ناکافی فناوری مرتبط می‌دانستند و اظهار داشتند که «هزینه افزایشی کامل توافق‌شده برای دستیابی به مزایای مرتبط با حفاظت از جنگل‌ها… باید به‌طور مساوی توسط جامعه بین‌المللی تقسیم شود» (بند ۱(ب)). متعاقباً، گروه ۷۷ در سال ۱۹۹۵ در هیئت بین دولتی جنگل‌ها (IPF) و سپس در سال ۲۰۰۱ در مجمع بین دولتی جنگل‌ها (IFF) از دسترسی مقرون به صرفه به فناوری‌های سازگار با محیط زیست بدون رعایت دقیق حقوق مالکیت فکری حمایت کرد؛ در حالی که کشورهای توسعه‌یافته در آنجا درخواست‌ها برای ایجاد صندوق جنگل‌ها را رد کردند.
گروه کارشناسی که تحت نظر انجمن جنگل‌های سازمان ملل متحد (UNFF) تشکیل شد، در سال ۲۰۰۴ گزارش داد، اما در سال ۲۰۰۷ کشورهای توسعه‌یافته دوباره عباراتی را در اصول متن نهایی که می‌توانست مسئولیت قانونی آنها را تحت قوانین بین‌المللی برای تأمین مالی و فناوری‌های سازگار با محیط زیست به کشورهای در حال توسعه تأیید کند، وتو کردند.
فرایند مونترال، که با نام گروه کاری معیارها و شاخص‌های حفاظت و مدیریت پایدار جنگل‌های معتدل و شمالی نیز شناخته می‌شود، در سال ۱۹۹۴ و در نتیجه اصول جنگل آغاز شد.